# Isleton
Isleton, fundada en 1923 es una ciudad ubicada en el condado de Sacramento en el estado estadounidense de California. En el año 2020 tenía una población de 794 habitantes y una densidad poblacional de 741.27 personas por km². Isleton forma parte del área metropolitana de Sacramento.

## Geografía
Isleton se encuentra ubicada en las coordenadas 38°9′43″N 121°36′33″O / 38.16194, -121.60917. Según la Oficina del Censo, la ciudad tiene un área total de 1,2 km² (0,5 mi²), de la cual 1,2 km² (0,5 mi²) es tierra y 0,2 km² (0,1 mi²) (13.04%) es agua.

## Demografía
Según la Oficina del Censo en 2000 los ingresos medios por hogar en la localidad eran de $33,958, y los ingresos medios por familia eran $40,833. Los hombres tenían unos ingresos medios de $39,306 frente a los $22,500 para las mujeres. La renta per cápita para la localidad era de $19,767. Alrededor del 15.0% de la población estaban por debajo del umbral de pobreza.